# Charles Cowper
Charles Cowper (ur. 26 kwietnia 1807 w Dryford w Anglii, zm. 19 października 1875 w Londynie) – australijski polityk, pięciokrotny premier Nowej Południowej Walii.

## Życiorys
Urodził się w Anglii, ale już jako dwuletnie dziecko wraz z ojcem wyemigrował do Australii. Wykształcenie odebrał głównie w domu, a następnie podjął pracę jako urzędnik władz kolonii Nowa Południowa Walia. W 1833 odszedł ze służby państwowej i zaczął utrzymywać się z własnych posiadłości ziemskich. W roku 1843 został wybrany do Rady Ustawodawczej Nowej Południowej Walii. Był współzałożycielem pierwszej w Australii kompanii kolejowej, która jednak szybko wpadła w kłopoty finansowe i już po sześciu latach działalności musiała zostać znacjonalizowana. W 1850 na krótko stracił swój mandat parlamentarny, ale odzyskał go rok później, startując w innym okręgu.

### Pierwsze dwa premierostwa
Jako polityk sprzeciwiał się dalszemu przysyłaniu do Australii brytyjskich skazańców (trzeba pamiętać, iż kolonia ta została założona jako karna). W 1851 stanął na czele walczącej o to organizacji, obejmującej swym zasięgiem cztery kolonie australijskie oraz Nową Zelandię. Po przyznaniu Nowej Południowej Walii autonomii i niepowodzeniu jej pierwszego rządu pod wodzą Stuarta Donaldsona (który przetrwał niespełna trzy miesiące), otrzymał misję stworzenia nowego gabinetu. Jemu również nie udało się stworzyć stabilnej większości (w Australii nie było jeszcze wówczas zorganizowanych partii politycznych) i po nieco ponad miesiącu jego gabinet upadł w wyniku przegłosowania wotum nieufności. Cowper odmówił wejścia w skład kolejnego gabinetu, sformowanego przez Henry’ego Parkera.
Parker przetrwał na stanowisku premiera niespełna rok, po czym – we wrześniu 1857 – władza powróciła w ręce Cowpera. Jego drugi gabinet odznaczał się dużą rotacją kadr – choć stanowisk do obsadzenia było tylko siedem, w ciągu dwóch lat urzędowania przewinęło się przez niego aż 13 osób. Cowperowi nie udało się przeforsować zmian dotyczących gospodarki ziemskiej (mających zwiększyć obciążenia spoczywające na wielkich posiadaczach gruntów), ale przeprowadził ważną reformę prawa wyborczego. Zwiększono liczbę okręgów wyborczych i zniesiono cenzus majątkowy, umożliwiając głosowanie wszystkim dorosłym mężczyznom. Wprowadzono także zasadę tajności głosowania. Rząd Cowpera przeprowadził także przez parlament reformę sądownictwa, tworzącą sądy okręgowe, i ograniczył finansowanie wydarzeń o charakterze religijnym ze środków państwowych. Podał swój gabinet do dymisji w 1859, po przegranym głosowaniu w sprawie jednej z ustaw ze sfery edukacji. Dzień później zrezygnował z zasiadania w parlamencie. Parę miesięcy później powrócił do niego, lecz nie jako członek wybieralnej izby niższej, tylko pochodzącej z nominacji izby wyższej.

### Kolejne trzy premierostwa
W 1860 ponownie znalazł się w rządzie, obejmując ważną tekę sekretarza kolonii w gabinecie John Robertsona. Głównym celem Robertsona było przeprowadzenie reformy ziemskiej, dlatego w styczniu 1861 postanowił skupić się wyłącznie na tej sprawie. Oddał premierostwo Cowperowi, samemu zostając ministrem ds. ziemi. Trzeci gabinet Cowpera wprowadził system współfinansowania przez władze Nowej Południowej Walii kosztów imigracji do tej kolonii wolnych Brytyjczyków (mogli liczyć przede wszystkim na znacznie tańszy lub wręcz darmowy transport do Australii). Całkowicie zakazał też przekazywania jakichkolwiek pieniędzy publicznych związkom wyznaniowym. Przetrwał do października 1863, gdy upadł pod ciężarem oskarżeń o nieudolność w zarządzaniu finansami publicznymi.
Cowper powrócił do władzy po wyborach z lutego 1865 – po raz czwarty został wtedy premierem. Miał jednak kłopoty z zapewnieniem sobie wystarczającego poparcia w parlamencie. W styczniu 1866 po raz kolejny jego gabinet upadł, a on sam wycofał się z życia politycznego, chcąc zająć się pomnażaniem własnego majątku. Nie wytrzymał jednak długo na politycznej emeryturze. W 1869 kolejny raz wywalczył mandat parlamentarny, a w 1870 na niespełna rok po raz piąty objął stanowisko szefa rządu. Następnie został szefem przedstawicielstwa kolonii w Londynie. Zmarł w czasie pełnienia tego urzędu, w październiku 1875 roku. Miał 68 lat.

### Odznaczenia
Był dwukrotnie – w latach 1869 i 1871 – odznaczany Orderem św. Michała i św. Jerzego. Za drugim otrzymał order klasy Rycerz Komandor, co dało mu prawo do tytułu Sir. Jego nazwiskiem nazwany został okręg wyborczy Cowper.